# Усадьба Никитинских

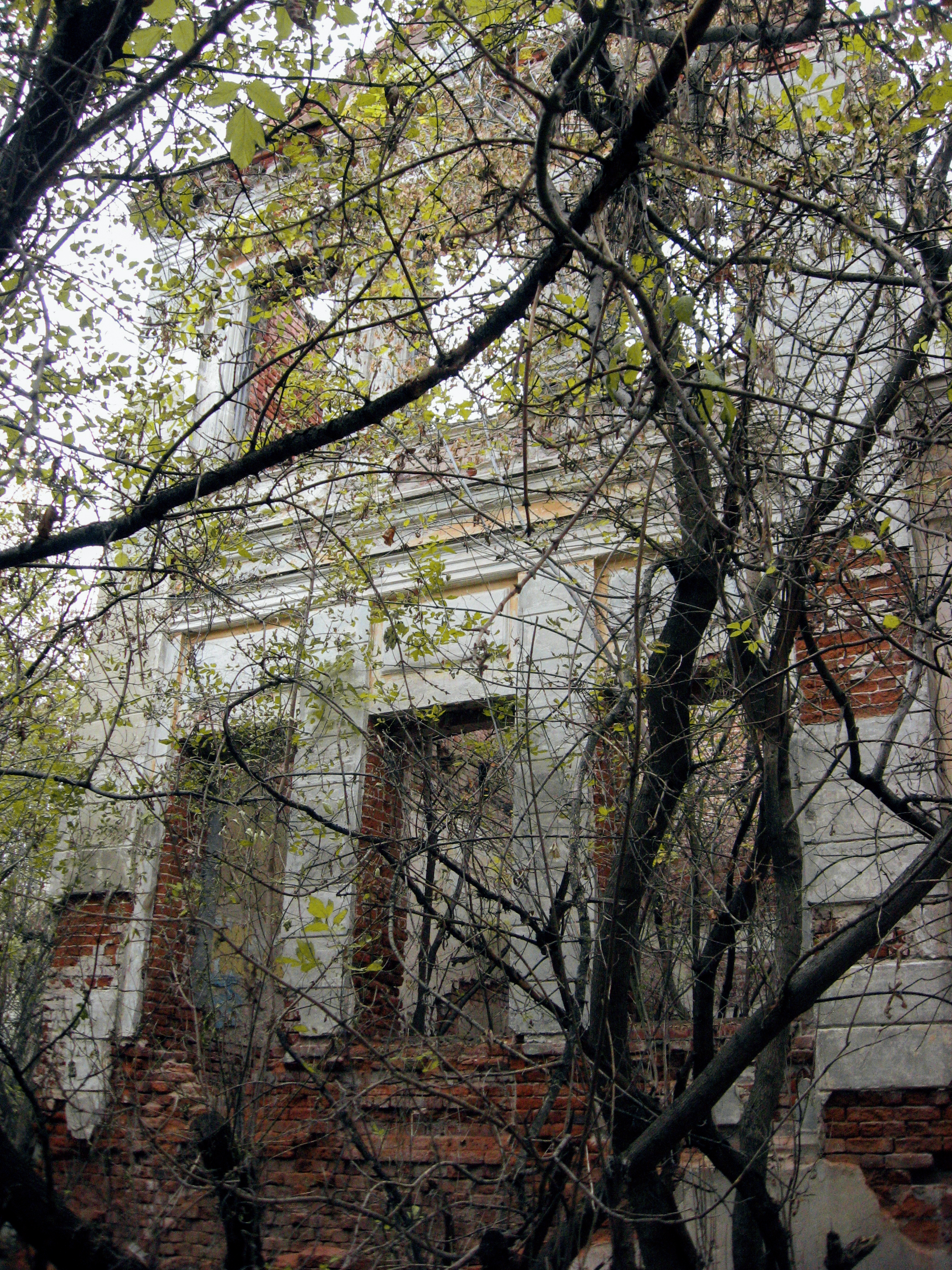
Вид со стороны парка

Усадьба Никитинских — усадьба в селе Костино Рыбновского района Рязанской области. Построена в конце XIX века при участии архитектора Ф. О. Шехтеля.

## История и владельцы
Владельцами усадьбы, как и всего села, была семья Никитинских, прожившая там с конца XIX века и вплоть до революции 17-го года. Никитинские были москвичами, имевшие дом на улице Пречистенке. Николай Яковлевич Никитинский — глава семьи — в 1890 году женился на Ольге Ивановне Ляминой — дочери московского мецената и промышленника Ивана Артемьевича Лямина. Вскоре у них появилось четверо детей: Иван, Николай, Ольга и Наталья.
Получив неплохое приданное, они приобрели землю в селе Костино, где за короткое время возвели на высоком берегу Оки роскошную усадьбу в стиле неоклассицизма, со множеством ионических колонн, портиков и лоджий. Само здание имело три этажа. На первом находились кабинет, библиотека, гостиная, 3 спальных комнаты, комната прислуги, буфетная. На втором — спальня и большая комната. На третьем — светлица, кухня, комната для прислуги и комната для глажки белья. Для защиты от пожаров между этажами был высыпан полуметровый слой земли, а сами помещения изолировались друг от друга.
В живописном приусадебном парке были высажены яблони, груши, вишни, кусты смородины, малины, можжевельника и боярышника. Ближе к реке расположился каскад прудов с перекинутыми между ними мостиками. На самой высокой точке бугра была установлена белая беседка на десяти колоннах, с который открывался вид на заливные луга, далёкие деревни и город Рязань. К беседке от господского дома вела тенистая сиреневая аллея. Также возле Оки находилась пристань. В разных уголках парка были разбросаны теннисные площадки, качели, гигантские шаги (подобие каруселей) и купальни.
Также в состав усадебного комплекса входили: деревянная конюшня для выездных лошадей с помещением для кучера и каретной, с отделением для сбруи, помещением для конюха и мастерская; амбар, склад сельскохозяйственных орудий с тремя отделениями, кузница с двумя отделениями пожарного сарая и склада имущества, кучерский сарай, ледник, погреб, три подвала, телятник, свинарник, прачечная с тремя отделениями и зайчатником, баня и вышка с тремя баками для водопровода, несколько дровяных сараев.
В революции 1917 года (как и в революции 1905 года) усадьба Никитинских не подвергалась погромам — крестьяне уважали барина за скромность и радушие. Но, как бы то ни было, семью пришлось выселить. Позже в здании открылся приют, а затем садоводческая школа. После распада СССР, когда школа закрылась и господский дом начал разрушаться, в усадьбе проводили масштабные реставрационные работы, чтобы затем открыть музей. Но в январе 1998 года случился пожар. Пламя, вспыхнувшее на чердаке, разнеслось по всему зданию, не помогли даже противопожарные ухищрения. От усадьбы остался лишь остов стен.

## Картофельное хозяйство
Николай Яковлевич Никитинский, закончивший Петербургский технологический университет, долгое время исследовал торф как топливо, написав на это тему множество докладов и одну книгу. Но в возрасте 36-ти лет, спустя год после свадьбы с Ольгой Ивановной, Николай Яковлевич неожиданно переключает своё внимание на сельское хозяйство, а именно — на селекционное дело. В новой Костинской усадьбе он и решает воплотить свои задумки.
Объектом для селекции был выбран картофель. В то время этот корнеплод был почти не распространён в России, а существующие сорта плохо выдерживали прохладное русское лето. Все задачи, цели, а также достижения экономии были изложены в дневниках Никитинского.

«Иметь для развития в России все лучшие сорта картофеля из всех стран мира — наша главная задача. В виду этого экономия не останавливается перед большими расходами, необходимыми для приобретения последних новостей по картофельному делу.
Усилия экономии в этом направлении дали уже хорошие результаты. В 1906 году на выставке в Москве Российского Общества любителей садоводства был демонстрирован экономией сорт картофеля, приобретенный в первый раз из Японии, обладающий грандиозной урожайностью и отличным вкусом. Этот сорт картофеля — Микадо новый — дает поразительные результаты и у покупателей экономии, например у А. А. Бертельс (мыза Красная Горка, ст. Боровенка, Николаевской ж.д.) согласно его письму в 1907 году получен урожай в 150 картофелин с куста!»
Одна из основных задач имения Никитинского:

«Производить акклиматизацию иностранных сортов картофеля в России и выпускать в продажу сорта, которые окажутся урожайными и обладающими хорошими качествами. (Хорошо сопротивляющиеся болезням, хорошо переносящие зимнее хранение, хорошего вкуса и прочее). Для этого экономия все новые, полученные из-за границы сорта испытывает на пробном участке в продолжение 2 или 3 лет и выпускает в продажу лишь часть испытавшихся сортов, умалчивая о тех, какие оказались с значительными недостатками (очень не стойки к болезням, плохо сохраняются зимою, малоурожайны, с слишком долгим вегетационным периодом и пр.) Эти последние сорта уже более не разводятся».
Общая площадь картофельных полей составляла почти 600 гектаров. На опытных участках также высаживалась пшеница и рожь, а в парниках — арбузы и дыни. За выведенные им 80 сортов картофеля Николай Никитинский получил неофициальный титул «Короля картофеля». Всего в коллекции селекционера находилось порядка 500 сортов, часть из которых была закуплена из Америки, Европы и Австралии и акклиматизирована под наши условия. Имелся в усадьбе и управляющий — Оскар Пельтцер, занимавшийся документацией.
Ещё одни достижение Никитинской экономии — особые подвалы, в которых картофель хранился по 5-6 лет, не теряя при этом вкусовых качеств. Достигалось это благодаря специальной системе вентиляции и наличию неизвестных трав.
Николай Яковлевич Никитинский умер 30 сентября 1908 года в Рязани, в гостинице Штейнера. Дело мужа продолжила его жена — Ольга Ивановна. После революции картофельная коллекция была вывезена по 5 клубней каждого сорта в НИИ картофелеводства им. А. Г. Лорха. В дальнейшем, она послужила основой всего советского картофелеводства.

## Усадьба после пожара
С 1998 года усадьба Никитинских представляет собой печальное зрелище. Памятник архитектуры превратился в руины. 27 декабря 2013 года на заседании Правительства Рязанской области по инициативе Губернатора Олега Ковалева приняты Постановления об утверждении охранных зон объекта исторического наследия — усадьбы Никитинских.
В начале 2014 в социальной сети «ВКонтакте» появилось одноимённое сообщество, подробно изучающее историю данной усадьбы.
24 ноября 2015 года министерство имущественных и земельных отношений Рязанской области начало искать инвестора для восстановления усадьбы Никитинских.

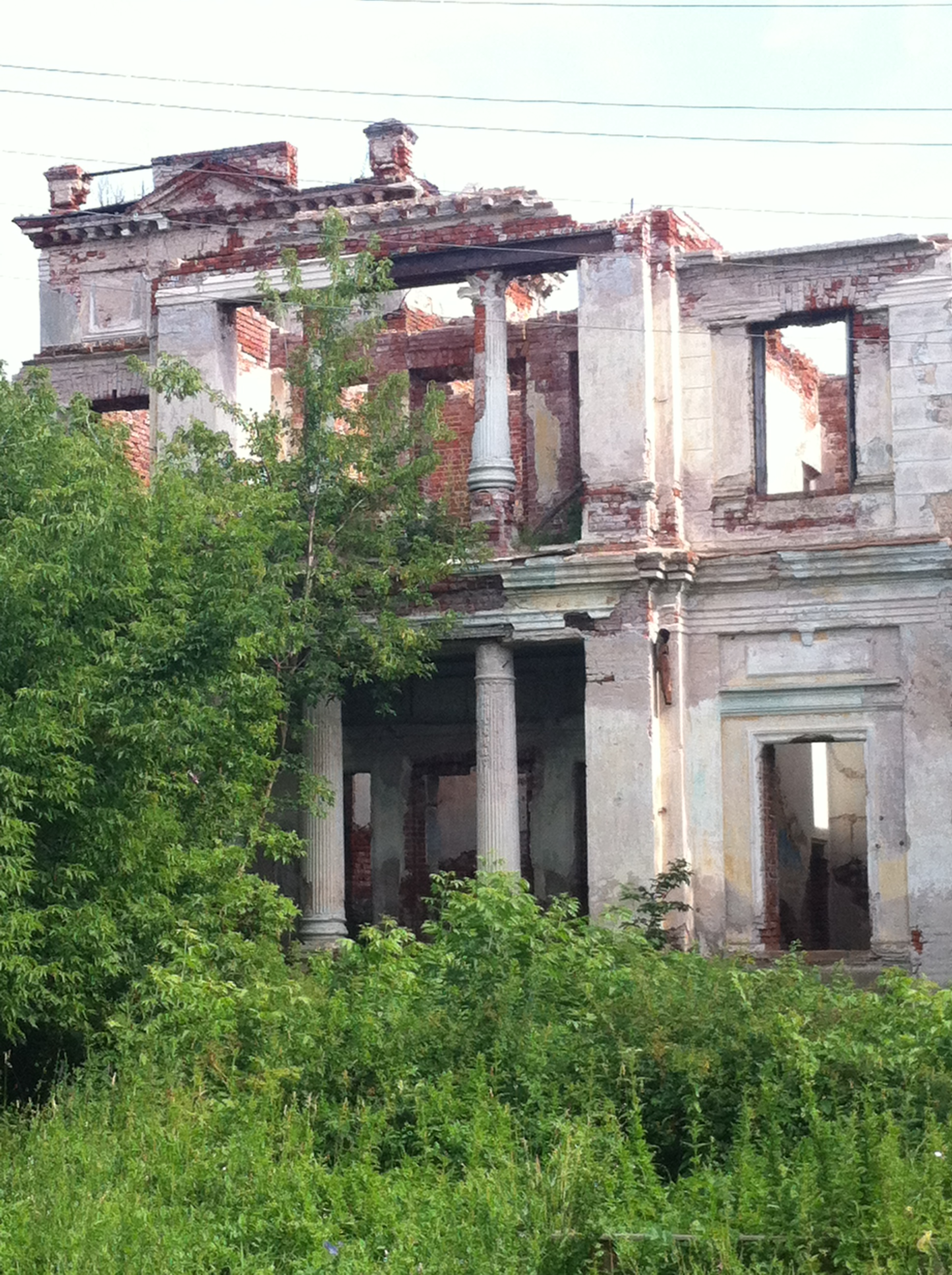
Парадный фасад
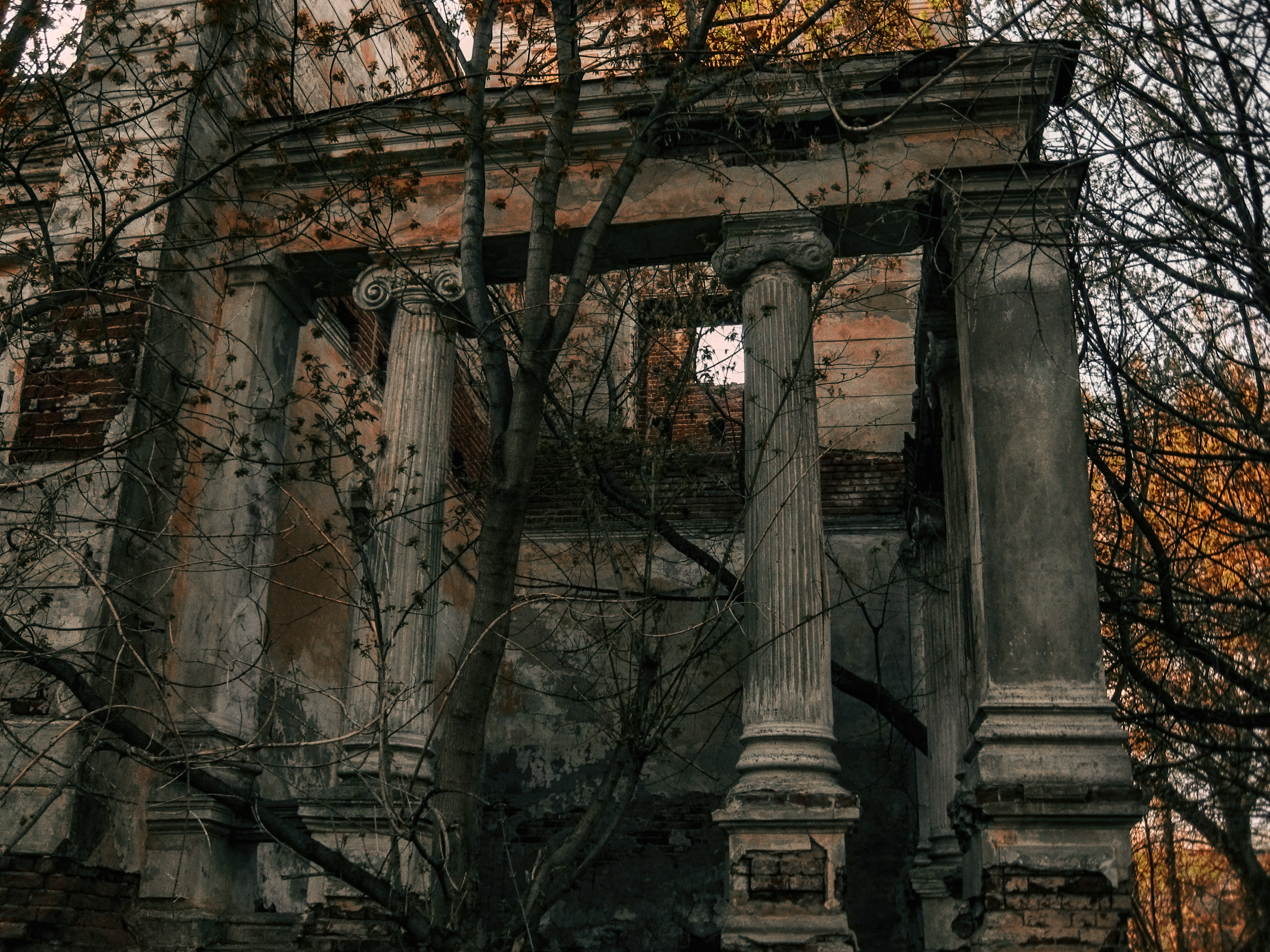
Колоннада
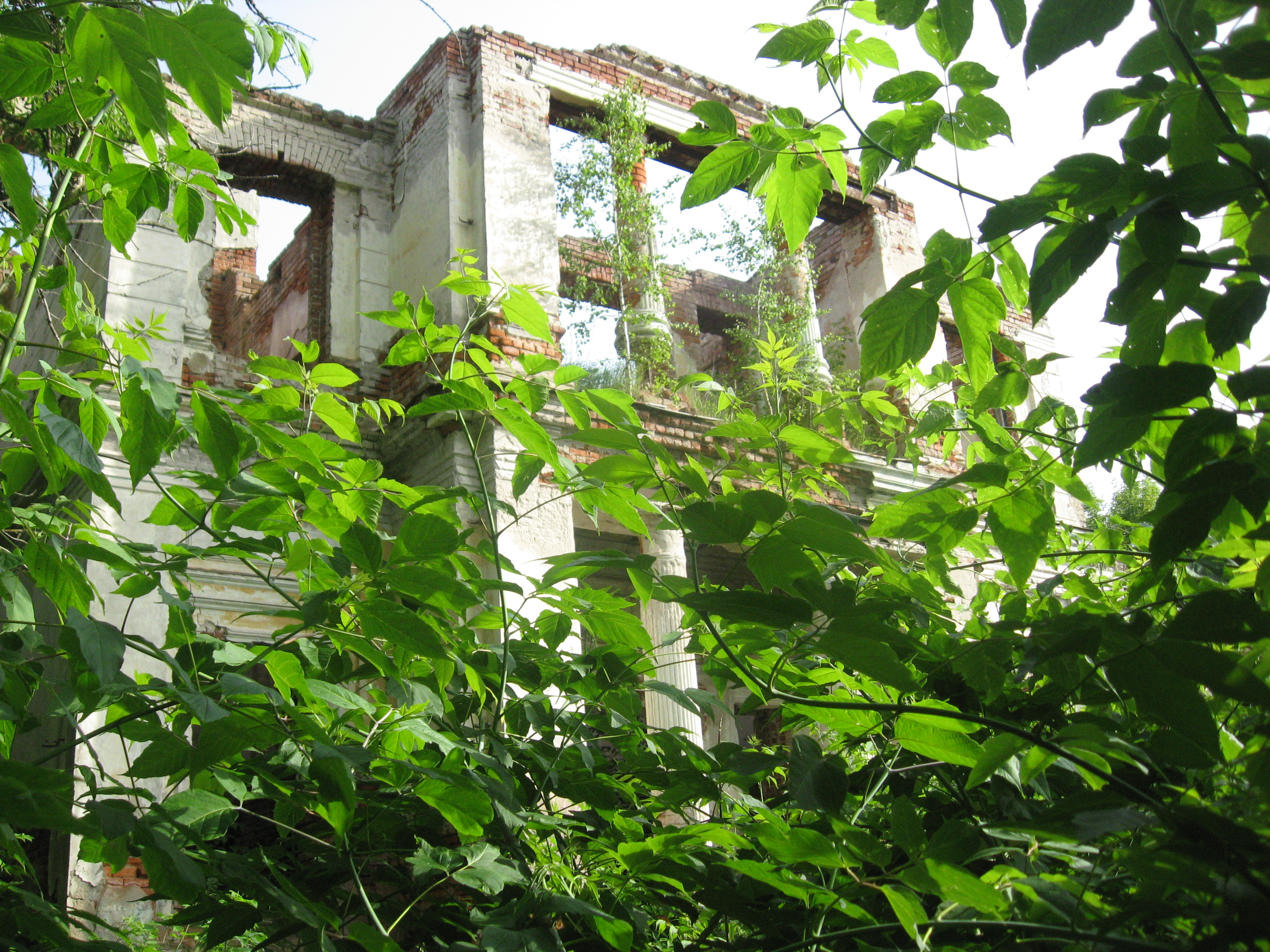
Вид со стороны села